# ブーカラー
ブーカラー(ブクラ、Bu Craa)は、内陸部にある西サハラの都市。1963年豊富なリン鉱床が発見され、現在も採掘中である。また、採掘されたリン鉱石はベルトコンベアーでアイウン（別名ラーユーン）の近くの都市、“Laayoune-Plage”まで運ばれ、船に積み込まれている。なお、リンを採掘する巨大なクレーンや、長大なベルトコンベアー、リンの積み込み装置はグーグルアースなどの衛星写真で確認できる規模を誇る。

### 写真
- リン鉱石の船積み設備（衛星）
- コンベアーベルト（衛星）
- コンベアーベルト - ウェイバックマシン（2007年9月30日アーカイブ分）